# Паньгу

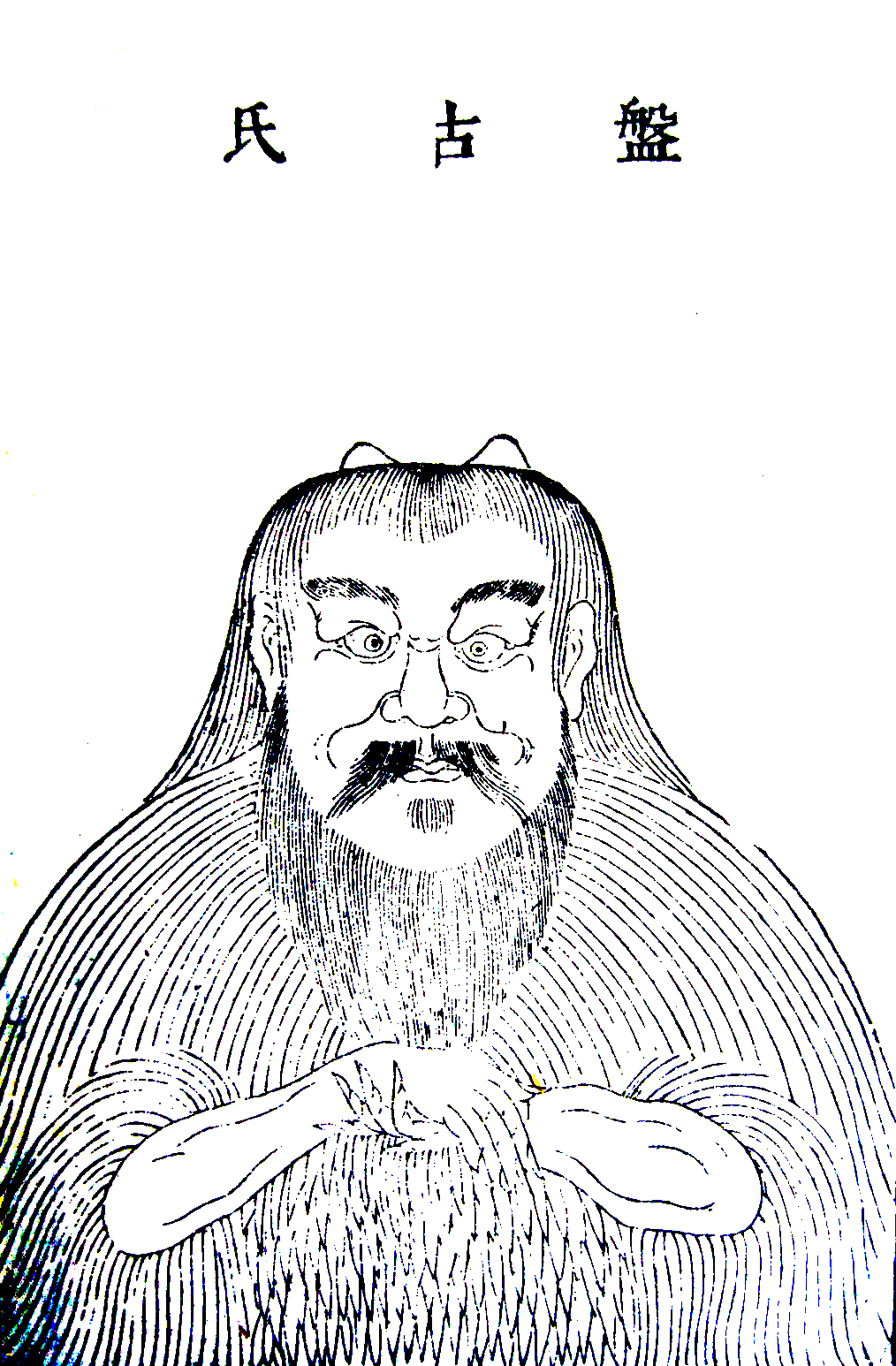
Портрет Пань-гу

Пань-гу́ (кит. трад. 盤古, упр. 盘古, пиньинь Pángǔ) — в древнекитайской мифологии мифический первопредок, первый человек на земле. Мифы о Пань-гу зафиксированы письменно только в II в. н. э.

## Миф о Пань-гу
Согласно китайским мифам, изначально во Вселенной был бесформенный хаос. Со временем в хаосе возникло вселенское яйцо, из которого позднее появился Пань-гу. Считается, что взмахом огромного топора Пань-гу отделил Инь от Ян и сотворил мутную часть — землю (Инь) и светлую часть — небо (Ян). Чтобы Инь и Ян не соединились, Пань-гу каждый день отталкивал небо от земли. Когда Пань-гу удостоверился, что земля и небо не соединятся и не нуждаются в его подпирании, он умер. Дыхание Пань-гу стало ветром, голос — громом, левый глаз — солнцем, правый глаз — луной. Руки и ноги образовали четыре стороны света, туловище землю, из крови возникли реки, из вен — дороги, из волос — звёзды, растения, деревья, из зубов и костей — металл, из костного мозга — нефрит, паразиты, жившие на его теле, превратились в людей.